# Vùng đô thị Paris

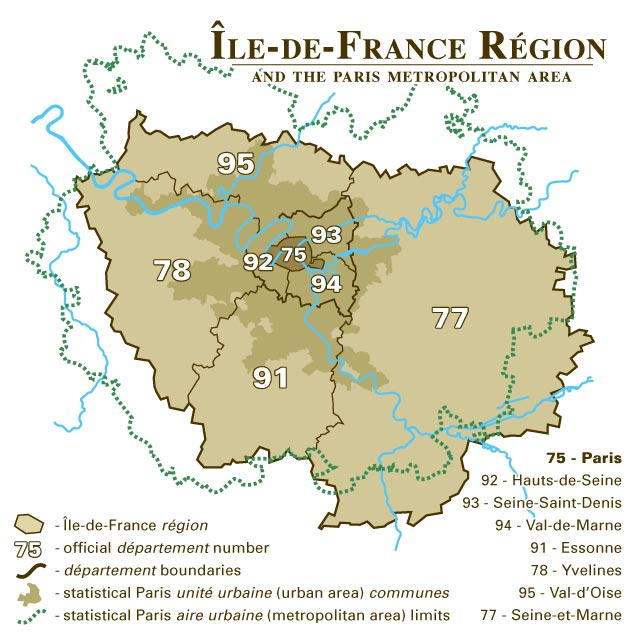
Ranh giới nội ô, khu vực đô thị và vùng đô thị của Paris

Vùng đô thị Paris, khu vực đô thị Paris, nội ô Paris là các khái niệm về đô thị Paris. Vì những lý do lịch sử và hành chính, các khái niệm này của Paris khá phức tạp.
Khác với nhiều thủ đô khác trên thế giới, về mặt hành chính, địa giới Paris chỉ gồm 20 quận. Các ngoại ô bên cạnh đều thuộc về các tỉnh khác. Kể từ năm 1860, địa giới Paris không rộng thêm dù ngoại ô thành phố vẫn tiếp tục được đô thị hóa. Vì vậy tồn tại hai khái niệm: thứ nhất là thành phố Paris, hay nội ô Paris tương đương với xã Paris về mặt hành chính; khái niệm thứ hai về mặt địa lý và xã hội, khu vực đô thị Paris bao phủ một diện tích, dân số hơn nhiều lần.

## Nội ô Paris
Về mặt hành chính, Paris vừa là một tỉnh (département) vừa là một xã (commune). Commune Paris, tương đương với département và nội ô Paris, bao gồm hai mươi quận, chiếm cả hai khu rừng Boulogne và Vincennes. Diện tích của commune Paris là 105 km², với dân số 2.125.246 người vào năm 1999, tức mật độ dân số là 20.137 trên một km². Dân số của nội ô Paris chiếm khoảng 20% tổng dân số của Île-de-France. Nếu không tính hai khu rừng Boulogne và Vincennes vốn rất ít dân cư thì mật độ dân số của nội ô Paris là 24.448 người/km².
Ranh giới chính của nội ô Paris với các tỉnh lân cận là hệ thống đại lộ vành đai bao quanh thành phố. Chỉ có sân bay trực thăng Issy-les-Moulineaux tại quận 15 và hai khu rừng Boulogne, Vincennes là địa phận Paris vượt ra ngoài hệ thống đại lộ vành đai. Tổng chu vi Paris dài 54,74 km.
Trong lịch sử, với sự đô thị hóa, nội ô Paris được mở rộng tới năm 1860 thì dừng lại. Quá trình đô thị hóa vẫn tiếp tục nhưng ranh giới Paris chỉ gồm 20 quận như ngày nay. Phần đô thị phía ngoài thuộc về các tỉnh khác của Île-de-France.

## Vành đai

### Vành đai nhỏ
Khái niệm vành đai nhỏ (petite couronne) thường được dùng để chỉ các tỉnh (département) bao quanh Paris, gồm Hauts-de-Seine, Seine-Saint-Denis và Val-de-Marne. Khu vực này được đô thị hóa từ cuối thế kỷ 19 và hiện nay đều có mật độ dân số rất cao, như Hauts-de-Seine với 10.000 người/km².
Mật độ dân số Vành đai nhỏ Paris cao hơn khu trung tâm của nhiều thủ đô khác trên thế giới. Hơn nữa, Vành đai nhỏ cũng tập trung nhiều khu phố quan trọng. Như La Défense thuộc Hauts-de-Seine là một trong những khu phố văn phòng hàng đâu châu Âu, với nhiều nhà chọc trời.

### Vành đai lớn
Khái niệm vành đai lớn (grande couronne) là tập hợp bốn tỉnh ngoài cùng của vùng Île-de-France: Seine-et-Marne, Yvelines, Essonne và Val-d'Oise.
Về mặt hành chính, các khu vực vành đai này không phụ thuộc vào Paris. Đây đều là các tỉnh, ngang với Paris, và cùng thuộc Île-de-France.

## Khu vực đô thị Paris
INSEE, viện thống kê chính thức của Pháp sử dụng khái niệm "unité urbaine" - đơn vị đô thị - cho tập hợp các công trình nhà cửa được xây dựng cách nhau dưới 200 m. Thuật ngữ này được dùng gần như "agglomération" - khu vực đô thị. Theo viện INSEE, unité urbaine Paris bao gồm 396 xã với 9.644.507 dân vào năm 1999.
| Dân số khu vực đô thị Paris |           |      |           |      |           |
| 1801                        | 548.000   | 1911 | 4.500.000 | 1954 | 6.550.000 |
| 1835                        | 1.000.000 | 1921 | 4.850.000 | 1962 | 7.735.000 |
| 1851                        | 1.300.000 | 1931 | 5.600.000 | 1968 | 8.368.500 |
| 1860                        | 2.000.000 | 1936 | 6.000.000 | 1990 | 9.318.821 |
| 1885                        | 3.000.000 | 1946 | 5.850.000 | 1999 | 9.644.507 |
| 1905                        | 4.000.000 |      |           |      |           |

## Vùng đô thị Paris
Viện INSEE sử dụng khái niệm "aire urbaine" để chỉ tập hợp các xã phụ cận một đơn vị đô thị và các xã có trên 40% dân số làm việc trong đơn vị đô thị đó. Vào năm 1999, aire urbaine de Paris có 11.174.743 dân, bao gồm gần như toàn bộ vùng Île-de-France và một phần các vùng kề bên là Centre-Val de Loire, Grand Est, Normandie và Hauts-de-France. Khái niệm này gần tương đương với metropolitan area của Mỹ, ví dụ New York metropolitan area.
Vùng đô thị Paris có dân số lớn hơn Île-de-France, đứng thứ 22 về dân số trong các vùng đô thị trên thế giới. Vào năm 1990, vùng đô thị Paris gồm 1155 xã, dân số là 10.561.573 người. Năm 1999, vùng đô thị Paris gồm 1584 xã, dân số là 11.174.743 người.
Một khái niệm khác là "banlieue parisienne" được dùng để chỉ ngoại ô Paris nói chung.